# Francisco Blanco Ángel
Francisco Blanco Ángel (Gijón, 1969) es un profesor universitario, investigador y político español. Es miembro de la Federación Socialista Asturiana. Fue consejero de Gobierno de Asturias entre 2015 y 2017, senador en el periodo 2019 y 2022, año en el que fue nombrado secretario general de Industria y Pyme.Desde 2024 es presidente del Grupo Sepides.

## Trayectoria
Doctor en economía, profesor en excedencia de la Universidad de Oviedo. Sus investigaciones se centran en hacienda pública y sistemas públicos de pensiones. Ejerció como investigador en el Centro de Investigación en Pensiones y Políticas de Bienestar de la Universidad de Turín, Italia, a comienzos de la década de 2000.
Se desempeñó como director económico y financiero del Ayuntamiento de Gijón entre 2007 y 2011. En 2011 fue elegido concejal del PSOE en el Ayuntamiento de Gijón en la Corporación 2011-2015.
El 29 de julio de 2015, fue nombrado consejero de Empleo, Industria y Turismo del Gobierno del Principado de Asturias en el segundo gobierno de Javier Fernández. Dimite en mayo de 2017 debido a la crisis del PSOE de 2016-2017 y retoma su profesión de profesor.
Fue senador por Asturias por el Partido Socialista Obrero Español (PSOE) en la XIV Legislatura (2019-2023). Renuncia el 27 de diciembre de 2022, al ser nombrado secretario general de Industria y Pyme en el MINCOTUR, sustituyendo a Raül Blanco Díaz.Continuó en el cargo hasta la disolución de la Secretaría General en diciembre de 2023. Desde 2024 es presidente de la Sociedad Estatal de Promoción Industrial y Desarrollo Empresarial Entidad Pública Estatal (SEPIDES).

## Publicaciones
- 2017: R&D Expenditure in EU: convergence or divergence?. https://hrcak.srce.hr/file/369836
- 2014: La economía socialdemócrata. Crisis y globalización.[2]
- 2006: Políticas públicas y distribución de la renta.[12]
- 2002: The Spanish public retirement pensions system: Principal challenges and recent developments.
- 1999: Controles internos del endeudamiento versus racionamiento del crédito. Estudio especial del caso de las comunidades autónomas españolas.[12]
- 1996: Equidad y estabilidad del sistema de pensiones español.[12]